# Grave Desecrator
Grave Desecrator ist eine brasilianische Black- und Death-Metal-Band aus Rio de Janeiro, die 1998 gegründet wurde.

## Geschichte
Die Band wurde im Jahr 1998 von dem Gitarristen Élson Bueno aka Valak Necrogoat und dem Sänger F. Mordor gegründet. Beide waren bereits zuvor in anderen Bands gemeinsam tätig gewesen. Die Besetzung wurde kurz darauf durch den Bassisten Rafael „Butcherazor“ Guimarães erweitert. An dem Posten des Schlagzeugers zeigten sich viele Musiker interessiert, jedoch wurde keine geeignete Besetzung hierfür gefunden. Am 31. Oktober 2001 wurde das Demo 01 mit dem Session-Schlagzeuger Leonardo Pagani aufgenommen und bei Swords and Leather Records mit einer Auflage von etwa 1.000 Stück veröffentlicht. Live war die Band nicht tätig, da immer noch kein fester Schlagzeuger zur Band gefunden hatte. Mit der Hilfe des Schlagzeugers Gustavo „Adrameleck“ Belo wurde 2003 die EP Cult of Warfare and Darkness aufgenommen und bei dem deutschen Label Ketzer Records mit einer Auflage von 500 Stück veröffentlicht. Bei dem brasilianischen Label Hellspike Records erschien die EP als Audiokassette mit Bonus-Probeaufnahmen. Etwas später hatte die Band interne Probleme, kehrte aber Anfang 2006 mit den Aufnahmen zum Debütalbum Sign of Doom zurück, das 2008 bei Ketzer Records erschien. Das Abmischen hatte in Brasilien durch Leonardo Pagani stattgefunden, das Mastering wurde hingegen durch Andy Classen in Deutschland in den Stage One Studios durchgeführt. Kurz nach den Aufnahmen geriet F. Mordor in Konflikte mit den anderen Mitgliedern, woraufhin er die Band verließ. Der Bassist Guimarães spielte daraufhin die E-Gitarre und übernahm den Gesang, während Bueno nun seinen Posten einnahm. Als weiterer Gitarrist wurde Renato „Black Sin and Damnation“ Varjolo eingestellt. 2010 schloss sich die EP Primordial and Repulsive bei dem US-amerikanischen Label Hells Headbangers Records an. Kurz darauf folgte eine Split-Veröffentlichung mit Catacumba bei dem deutschen Label Necromancer Records. Gegen Ende des Jahres ging es auf Tournee durch Europa, ehe das zweite Album Insult bei Hells Headbangers Records für Nord- und Südamerika und bei Ketzer Records für Europa erschien. Mitte 2016 schloss sich bei Season of Mist das Album Dust to Lust an.

## Stil
Manedy Malon vom Rock Hard beschrieb die Musik der Band als eine Mischung aus Black- und Death-Metal. Im Interview mit ihr gab Élson Bueno an, dass die Gruppe etwa 2001 durch europäischen Black Metal beeinflusst wurde. Mittlerweile versuche man einen eigenen Stil zu kreieren. Metal sei für die Band ein Werkzeug, Rebellion zum Ausdruck zu bringen, ihre Visionen zu Okkultismus und Satanismus und ihre antireligiösen Ansichten zu thematisieren. Zwei Ausgaben zuvor hatte Malon Dust to Lust rezensiert. Hierauf gebe es Black- und Death-Metal mit aggressiven Blastbeats und chaotischen Grooves. Das Schlagzeug klinge jedoch oft getriggert. Hinzu würden die „fetten Gitarrenspuren“ und ein tiefer, kräftiger Gesang kommen. Die Liedstrukturen und Beats seien abwechslungsreich. Martin Wickler vom Metal Hammer schrieb in seiner Rezension zu Dust to Lust, dass das Album für Fans von Sarcófago und der frühen Sepultura geeignet ist. Für ihn sei es ein „klanggewordener Anachronismus, ein unbeirrtes Festhalten längst vergangener Zeiten, als die Thrash-Szene erstmals unaufhaltsam in Richtung Death Metal mutierte“. Die Lieder seien meist sehr simpel, das Schlagzeugspiel eher schlicht und die E-Gitarren auf das Nötigste reduziert. Die Gitarren-Soli würden etwas an Kerry King erinnern.

## Diskografie
- 2001: Demo 01 (Demo, Eigenveröffentlichung)
- 2003: Cult of Warfare and Darkness (EP, Ketzer Records)
- 2008: Sign of Doom (Album, Ketzer Records)
- 2010: Tombs on Fire (Split mit Catacumba, Necromancer Records)
- 2010: Primordial and Repulsive (EP, Hells Headbangers Records)
- 2010: Insult (Album, Hells Headbangers Records (Nord-/Südamerika) / Ketzer Records (Europa))
- 2011: Deathspells Rising (Kompilation, Despise the Sun Records)
- 2012: Unblessed Bootleg Live in Bressuire – France (Live-Album, Sun & Moon Records)
- 2013: Bloody Deathcross (Split mit Augrimmer, Helldprod Records)
- 2014: Brazilian Ritual Second Attack (Split-DVD mit Black Witchery, Impurity und Archgoat, Brazilian Ritual Records)
- 2016: Dust to Lust (Album, Season of Mist)
- 2016: Musica de nuestra muerte (Split mit Slaughtbbath, Hells Headbangers Records)